# 貝肯漢姆 (英國國會選區)

選區在大倫敦的位置

貝肯漢姆（英語：Beckenham），英國國會一自治市選區，包括大倫敦東南部布羅姆利區西北部的六個地方選區。
始設於1950年。本區一直支持保守黨。在2010年大選中，鮑伯·斯圖爾特以57.9%選票當選，繼承了雅基·萊特留下的議席。斯圖爾特於2017年大選成功連任。